# Clive Granger
Clive William John Granger (ur. 4 września 1934 w Swansea, Walia, zm. 27 maja 2009) – brytyjski ekonomista, laureat Nagrody Banku Szwecji im. Alfreda Nobla w dziedzinie ekonomii w 2003 roku.

## Życiorys
Studiował na Uniwersytecie w Nottingham, gdzie uzyskał stopień licencjata z matematyki (1955) oraz obronił doktorat ze statystyki (1959); profesor Uniwersytetu Kalifornijskiego w San Diego.
Został uhonorowany Nagrodą Banku Szwecji im. Alfreda Nobla w dziedzinie ekonomii razem z Amerykaninem Robertem Englem w 2003, za wynalezienie metod statystycznych, stosowanych do oceny kluczowych właściwości szeregów czasowych, takich jak kointegracja. Metody te są stosowane m.in. do identyfikacji zależności przyczynowych między zmiennymi ekonomicznymi (ekonometryczne testy przyczynowości w sensie Grangera), weryfikacji hipotez, a także poprawiają możliwości diagnostyczne i prognostyczne modeli ekonometrycznych.